# Domokos
Domokos (em grego: Δομοκός) é uma vila situada na prefeitura da Ftiótida, na Grécia. Sua população, de acordo com o censo de 2001. É a capital da província homônima, assim como a sede do município homônimo, que conta com 16 distritos municipais.
Domokos é o centro da vida comercial da província, com diversos serviços públicos (tribunal, polícia, correios), bancos e estabelecimentos comerciais de todos os tipos. Situa-se a 30 quilômetros de Lâmia e 25 de Farsalo.

## História
Seu nome teria sido originado da antiga cidade de Táumaco (Thafmako), localizada no mesmo local. A etimologia do nome viria de θαυμάσια, que significa "admirável", "maravilhosa", devido à posição geográfica da cidade, elevando-se sobre a planície da Tessália. Atingiu grande prosperidade durante a Idade Média, e foi uma das cidades que pertenciam a Eufrosina, esposa do imperador bizantino Aleixo III Ângelo. Após a conquista de Bizâncio pelos francos, a cidade passou para o poder do rei de Tessalônica, Bonifácio. Em 1393 Domokos foi ocupada pelos turcos otomanos; foi libertada em 1881, porém recapturada em 1897 após uma batalha feroz, que ocorreu sob as seguintes condições: o exército grego, que teve de recuar a partir da fronteira com a Tessália, estabeleceu base no planalto de Domokos; o exército turco passou então os próximos dias cercando o exército grego, o que lograram fazer. Os gregos se defenderam com força, porém logo se exauriram, e como resultado os turcos conseguiram os repelir desde a encruzilhada do monte Kassidiaris, a partir de onde os perseguiram e espalharam a destruição. A cidade voltou às mãos dos gregos depois da independência do país.
A outra cidade da província de Domokos é Ághios Stéfanos ("Santo Estêvão"), antiga Nezerós.